# 星海镇
星海镇，是中华人民共和国宁夏回族自治区石嘴山市大武口区下辖的一个乡镇级行政单位。

## 行政区划
星海镇下辖以下地区：
铁东社区、东湖社区、古香社区、果园村、星海村、枣香村、祥和村、隆惠村、临湖村、星光村和富民村。